# Љубомир С. Јовановић
Љубомир С. Јовановић „Чупа“ (1877 — 25. јун 1913) је био српски новинар, четник и национални револуционар.

## Биографија
Родио се у Брезови 1877. Основну школу завршио је у месту рођења а гимназију у Београду. Уписао је права на Великој школи али му је студирање ометало политичко деловање. Године 1903. због учешћа у мартовским демонстрацијама у Београду против Александра Обреновића оптужен као вођа великосрпских демонстрација и пријатељ официра приморан је да бежи чамцем у Земун, који је тада био у саставу Аустроугарске. Након тога отишао је у Беч, а након Мајкског преврата враћа се у Србију.

## Четнички покрет
Као већина тадашње национално опредељене омладине одушевљава се четничким покретом. Придружује се фебруара 1905. чети Аксентија Бацетовића Бацете и одлази на Козјак као штабни четник. Учествовао је у више четничких акција. По Бацетовићевој погибији 1905. враћа се у Београд и наставља и завршава студије права успут се бавећи новинарством. Једно време боравио је у Бриселу, али ни тада не прекидајући везу са националним покретом. Као студент био је стални сарадник Словенскога Југа. Пошто није могао да плати изнајмљивање стана спавао је једно време на канцеларијском столу у редакцији.

## Црна рука
Био је иницијатор стварања Црне руке 1911. и њен члан. Био је покретач и уредник листова Словенски југ и Пијемонт. Заједно са Богданом Раденковићем и Војиславом Танкосићем написао је правила организације "Уједињење или Смрт“. Правила су написали по узору на слична немачка тајна националистичка удружења и на италијанске карбонаре.

## Учешће у балканским ратовима и смрт
По избијању Првог балканског рата одазива се мобилизацији и укључује се као резервни официр у борбе. Учествује и у Другом балканском рату против Бугарске у лето 1913. Рањен је у колено у борбама крај Велеса. Превезен је на лечење у Скопље, али у болници се заразио колером од које је умро 25. јуна 1913.
Имао је брата Добривоја, окружног начелника у Пријепољу и секретара Министарства унутрашњих послова, умро је у августу 1925. од последица ратних рана.